# Віналії
Віналії (лат. Vinalia) — у стародавньому Римі свята збирання винограду та виноробства, що відбувалися 23 квітня та 19 серпня. Пов'язувалися з культом Юпітера та Венери, котру шанували як богиню садів.
Обряди віналій полягали в тому, що нове вино виливалося на землю біля храму Венери та приносилися жертви Юпітеру. За давніми переказами започаткування цього свята відносилося до початку Риму, коли Еней (за іншою версією — Асканій), ведучи війну з царем етрусків Мезенцієм, дав обітницю Юпітеру присвятити йому збір винограду за цей рік у всьому Лаціумі та таким чином здобув перемогу над ворогом.